# (100809) 1998 FW117
(100809) 1998 FW117 es un asteroide perteneciente al cinturón de asteroides, región del sistema solar que se encuentra entre las órbitas de Marte y Júpiter, descubierto el 31 de marzo de 1998 por el equipo del Lincoln Near-Earth Asteroid Research desde el Laboratorio Lincoln, Socorro, Nuevo México, Estados Unidos.

## Designación y nombre
Designado provisionalmente como 1998 FW117. 

## Características orbitales
1998 FW117 está situado a una distancia media del Sol de 2,209 ua, pudiendo alejarse hasta 2,707 ua y acercarse hasta 1,710 ua. Su excentricidad es 0,225 y la inclinación orbital 4,826 grados. Emplea 1199,40 días en completar una órbita alrededor del Sol.

## Características físicas
La magnitud absoluta de 1998 FW117 es 16,6. Tiene 2,611 km de diámetro y su albedo se estima en 0,065. 